# Synophis
Genre
Synophis est un genre de serpents de la famille des Dipsadidae.

## Répartition
Les neuf espèces de ce genre se rencontrent en Colombie, en Équateur et au Pérou.

## Liste des espèces
Selon The Reptile Database (26 février 2017) :
- Synophis bicolor Peracca, 1896
- Synophis bogerti Torres-Carvajal, Echevarría, Venegas, Chávez & Camper, 2015
- Synophis calamitus Hillis, 1990
- Synophis insulomontanus Torres-Carvajal, Echevarría, Venegas, Chávez & Camper, 2015
- Synophis lasallei (Nicéforo-Maria, 1950)
- Synophis niceforomariae Pyron, Arteaga, Echevarría & Torres-Carvajal, 2016
- Synophis plectovertebralis Sheil & Grant, 2001
- Synophis zaheri Pyron, Guayasamin, Peñafiel, Bustamante & Arteaga, 2015
- Synophis zamora Torres-Carvajal, Echevarría, Venegas, Chávez & Camper, 2015

## Publication originale
- Peracca, 1896 : Nuovo genere di Colubride aglifo dell'America meridionale. Bollettino dei musei di zoologia ed anatomia comparata della R. Università di Torino, vol. 11, no 266, p. 1-2 (texte intégral).